# Leptotrichella denticulata
Leptotrichella denticulata là một loài Rêu trong họ Dicranaceae. Loài này được (Cardot & P. de la Varde) Ochyra mô tả khoa học đầu tiên năm 1997.